# Wasch- und Backhaus (Hausen an der Zaber)

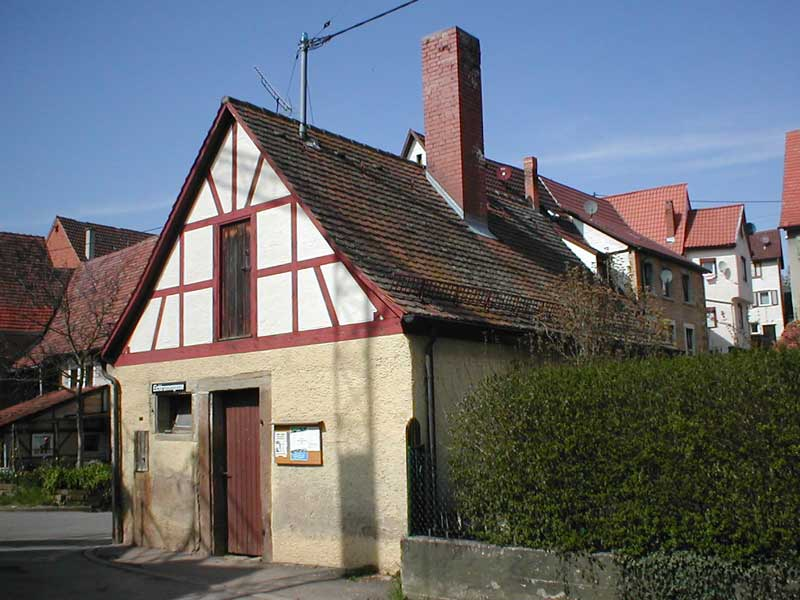
Backhaus in Hausen an der Zaber, links außen das Pultdach der Waschstelle

Das Wasch- und Backhaus in Hausen an der Zaber, einem Stadtteil von Brackenheim im Landkreis Heilbronn in Baden-Württemberg, wurde Anfang des 19. Jahrhunderts errichtet; im 20. Jahrhundert wurde der Fachwerkgiebel erneuert. Das Backhaus an der Eichbrunnengasse 1 ist ein geschütztes Kulturdenkmal. 
Das eingeschossige, massive und teilweise verputzte Gebäude mit einer sichtbaren Werksteinwand an der Nordseite hat jeweils fachwerksichtige Giebel und wird von einem Satteldach abgeschlossen. Zwei Zugänge mit Sandsteingewänden führen zu jeweils einem Backofen, davon war einer 1997 noch in Betrieb.
An der Nordseite ist ein Pultdach angebracht, darunter ist eine Steinbank vor einem Wasserbecken erhalten, das ehemals als öffentliche Waschstelle diente. 
Das Gebäude ist in seiner Doppelfunktion als Wasch- und Backhaus ein Zeuge für die vorindustrielle Lebens- und Arbeitswelt. 